# Bakelit (műanyag)

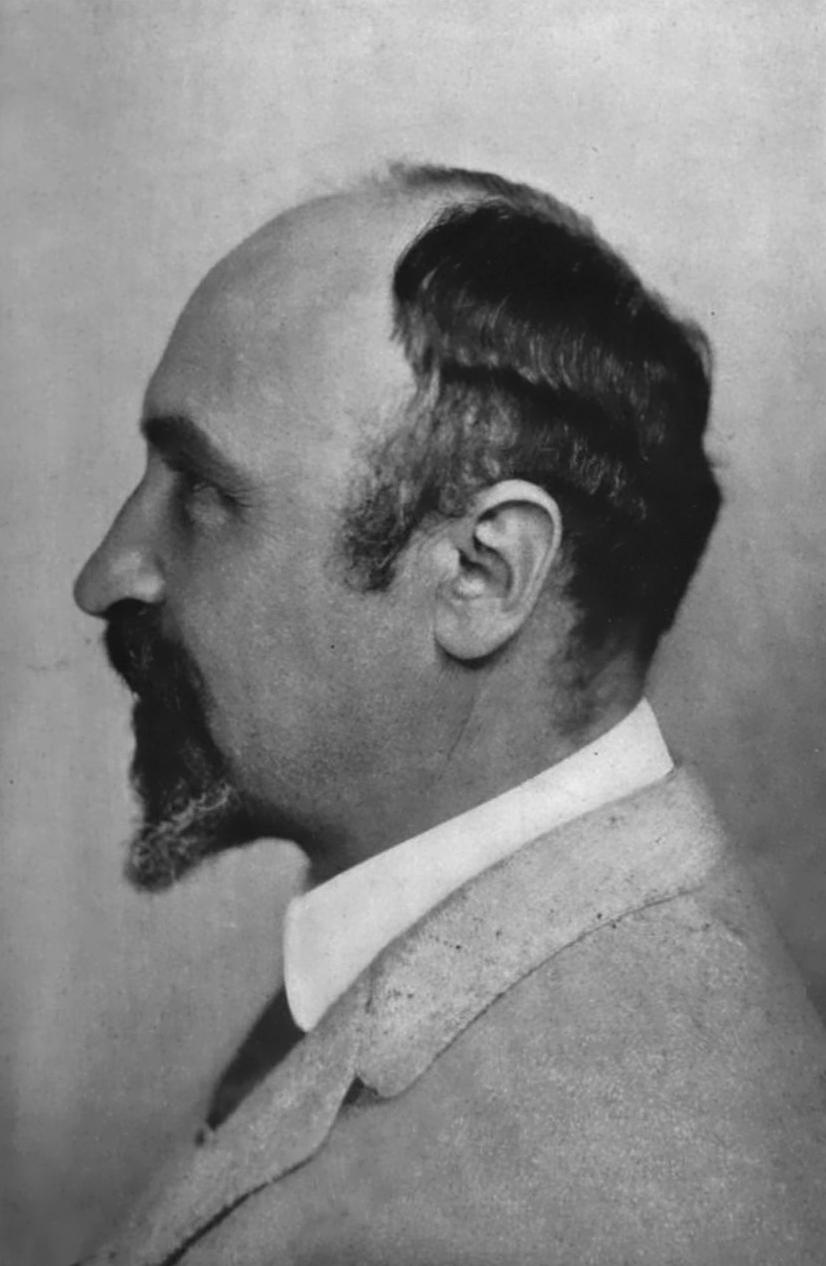
Leo Hendrik Baekeland, a bakelit feltalálója

A bakelit a legrégebben használt valódi szintetikus műanyag. A polikondenzációs műanyagok csoportjába tartozik.

## Nevének eredete
Neve feltalálójára utal; a szó eredetileg szóvédjegy volt.

## Története
Leo Hendrik Baekeland flamand vegyész 1907-ben az Amerikai Egyesült Államokban szabadalmaztatta találmányát, 1909 decemberi hatállyal.

## Tulajdonságai
A fenol és a formaldehid között végbemenő kondenzációs reakció hosszú láncokat képez, amely hevítve megolvad, majd formába sajtolva térhálós szerkezet alakul ki, ami már hőre nem lágyul. A bakelit polikondenzációval előállított mesterséges polimer. Kedvező fizikai tulajdonságai miatt főleg az elektronikai és elektromos ipar használja jó szigetelő képessége miatt.

## „Bakelitlemez”
A hőre keményedő bakelitből soha nem készítettek hanglemezt, mert a rideg, törékeny bakelitbe nem lehet préselni semmit. Magyarországon gyakran „bakelit”-nek nevezik a régi hanglemezeket a magyar műszaki és zenei szlengben. A téves szóhasználat, a metonímia okozója, hogy a régi hanglemezek anyaga is fekete és viszonylag kemény, hasonlóan a telefonkészülékek, fogantyúk anyagaként régóta használt bakelithez. A hanglemezeket eleinte keménygumiból, majd sellakkal borított lakklemezekből gyártották. A huszadik század harmincas éveitől kezdve a PVC korongokat kezdték el gyártani. Később hőre lágyuló termoplaszt műanyagok vették át a korábbi hanglemezek alapanyagainak helyét.